# Рикинчице
Рикинчице (слч. Rykynčice) су насељено мјесто са административним статусом сеоске општине (слч. obec) у округу Крупина, у Банскобистричком крају, Словачка Република.

## Становништво
| Година:    | 1994. | 2004.    | 2014.    | 2024.   |
| ---------- | ----- | -------- | -------- | ------- |
| Број људи: | 422   | 338      | 283      | 262     |
| Разлика:   |       | -19,90 % | -16,27 % | -7,42 % |

| Година:    | 2023. | 2024.   |
| ---------- | ----- | ------- |
| Број људи: | 267   | 262     |
| Разлика:   |       | -1,87 % |

Према подацима о броју становника из 2024. године насеље је имало 262 становника.